# Osterfeld (Lünen)
Das Osterfeld, durch welches der Süggelbach fließt, ist ein neu geschaffener Ortsteil und statistischer Bezirk in der nordrhein-westfälischen Stadt Lünen. Er gehört zur Gemarkung 1283 Lünen und ist 4,11 km2 groß. Derzeit leben dort fast 7.000 Einwohner (Stand: 31. Dezember 2021).
Der  Ortsteil, früher auch „Süggel/Bauverein/Seelhuve“ genannt, grenzt im Westen an Lippholthausen, im Südwesten an Brambauer, im Süden an Gahmen und Lünen-Süd und im Südosten an Horstmar. Letztere haben Flächen an den statistischen Bezirk Osterfeld abgeben müssen.  Nördlich liegen die Stadtmitte und nordöstlich der Ortsteil Beckinghausen, getrennt durch die Bahnlinie Oberhausen (Osterfeld) - Hamm für den Güterverkehr. Osterfeld (Oberhausen) ist nicht identisch mit Osterfeld (Lünen).